# IrfanView
IrfanView (вимовляється укр. ІрфанВ'ю) — невелика за розміром програма для перегляду графічних, відео- і аудіо-файлів. Автор — Irfan Skiljan. Працює під операційною системою Windows, безкоштовна для некомерційного використання.

## Можливості програми
- Перегляд великої кількості форматів графічних файлів (для перегляду деяких може бути потрібно плагіни), а також програвання відео/аудіо файлів.
- Отримання картинки зі сканера.
- Захоплення зображення з екрану, створення скріншотів.
- Попередній перегляд зображень у вигляді ескізів.
- Відображення відомостей про зображення, зокрема інформацію EXIF.
- Режим слайд-шоу, повноекранний режим показу картинок.
- Поворот зображення, різні ефекти.
- Збільшення/зменшення видимого розміру зображення, та зміна розміру самого зображення.
- Копіювання, вирізування, вставка виділеної частини зображення.
- Пакетне перетворення форматів файлів і їх перейменування.
- Створення екранних заставок з виділених картинок.
- Створення вебсторінки із зображень.
- Інтеграція з Total Commander.